# Brasil nos Jogos Olímpicos de Verão de 1968
O Brasil competiu nos Jogos Olímpicos de Verão de 1968 na Cidade do México, no México.

## Competidores

### Por modalidade esportiva
| Esporte        | Masculino | Feminino | Total |
| -------------- | --------- | -------- | ----- |
| Atletismo      | 1         | 3        | 4     |
| Basquetebol    | 12        | −        | 12    |
| Boxe           | 2         | −        | 2     |
| Esgrima        | 4         | −        | 4     |
| Futebol        | 18        | −        | 18    |
| Halterofilismo | 1         | −        | 1     |
| Hipismo        | 2         | 1        | 3     |
| Natação        | 4         | −        | 4     |
| Polo aquático  | 10        | −        | 10    |
| Remo           | 2         | −        | 2     |
| Tiro           | 2         | −        | 2     |
| Vela           | 7         | −        | 7     |
| Voleibol       | 12        | −        | 12    |
| Total          | 77        | 4        | 81    |